# Vasilii Tomshin
Vasilii Tomshin (en russe : Василий Томшин) est un biathlète russe, né le 11 janvier 1997 à Serov.

## Carrière
Vasilii Tomshin fait ses débuts internationaux en 2016 sur le circuit de l'IBU Cup Junior avec une 10e et une 13e place sur les sprints de Pokljuka. Il gagne sa première course internationale sur ce circuit à Ridnaun en s'imposant sur l'individuel. Il obtient deux titres aux championnats du monde junior 2018 à Otepää : celui du sprint et celui du relais, en compagnie de Saïd Khalili, Viacheslav Maleev et Igor Malinovskii, tandis qu'il se classe par ailleurs 14e de l'individuel et 5e de la poursuite.
Il est à nouveau médaille d'or du relais aux mondiaux juniors à Brezno en 2019, alors qu'il était en difficulté sur les courses individuelles. Malgré ses qualités de skieurs, ses performances en IBU Cup sont parfois délicates à cause de ses tirs imprécis. Il termine néanmoins 6e du classement général de cette compétition en 2019-2020.
Il intègre le circuit de la coupe du monde en décembre 2021 après une 3e place sur le sprint et une victoire sur la poursuite d'Idre en IBU Cup lors de l'ouverture de la saison. Il remplace notamment Matvey Eliseev et Evgeniy Garaniechev décevant à Östersund. Au cours de la troisième étape, à Hochfilzen, il effectue avec le dossard 47 (sa place à l'arrivée du sprint) une impressionnante remontée sur la poursuite pour terminer 10e. Cette performance lui permet d'être aligné au sein du relais russe le lendemain et de monter pour la première fois de sa carrière sur un podium de coupe du monde (3e place pour la Russie derrière la Norvège et la France), accompagné de Daniil Serokhvostov, Aleksandr Loguinov et Eduard Latypov.

## Palmarès

### Coupe du monde
- Meilleur résultat individuel : 10e.
- 1 podium :
  - 1 podium en relais : 1 troisième place.

Dernière mise à jour le 12 décembre 2021

### Championnats du monde junior
- Otepää 2018 :
  -  Médaille d'or du sprint.
  -  Médaille d'or du relais.
- Brezno-Osrblie 2019 :
  -  Médaille d'or du relais.

### Championnats d'Europe junior
- Pokljuka 2018
  -  Médaille d'or du relais mixte.
  -  Médaille d'argent de l'individuel.

### IBU Cup
- 4 podiums individuels, dont 1 victoire.
- 2 podiums en relais.